# Karl Josef Becker
Karl Josef Becker S.J. (Keulen, 18 april 1928 – Rome, 10 februari 2015) was een Duits priester, theoloog en kardinaal van de Rooms-Katholieke Kerk.
Op 13 april 1948 deed Becker zijn professie bij de paters Jezuïeten. Hij werd op 31 juli 1958 priester gewijd.
Becker studeerde dogmatiek aan het Philosophisch-Theologische Hochschule Sankt Georgen, een college van de Jezuieten in Frankfurt, en aan de Pauselijke Universiteit Gregoriana in Rome.
Sinds 1977 was Becker consultor van de Congregatie voor de Geloofsleer. In 2009 was Becker betrokken bij gesprekken tussen de Priesterbroederschap Sint Pius X en de Heilige Stoel over het herstel van de betrekkingen tussen beide partijen. Deze waren bekoeld na de excommunicatie van bisschop Marcel Lefebvre in 1988.
Becker werd tijdens het consistorie van 18 februari 2012 kardinaal gecreëerd. Hij kreeg de rang van kardinaal-diaken. Zijn titeldiakonie werd de San Giuliano Martire, een kerk die nog niet eerder als titeldiakonie had gefungeerd. Becker was bij dit consistorie de enige nieuwe kardinaal die op het moment van de creatie geen bisschop was.

## Noot
Karl Josef Becker moet niet worden verward met Hans-Josef Becker, de huidige aartsbisschop van Paderborn.
- Gemeinsame Normdatei: 129257141
- International Standard Name Identifier: 0000 0001 1763 5254
- Library of Congress Control Number: no2006021409
- Nederlandse Thesaurus van Auteursnamen: 067642640
- Istituto Centrale per il Catalogo Unico: SBLV210651
- Système universitaire de documentation: 137451555
- Virtual International Authority File: 52763108
- WorldCat: E39PBJtRMMdbb8TmCX6dCrBdcP